# Посорруб'єлос-де-ла-Манча
Посорруб'єлос-де-ла-Манча (ісп. Pozorrubielos de la Mancha) — муніципалітет в Іспанії, у складі автономної спільноти Кастилія-Ла-Манча, у провінції Куенка. Населення — 334 особи (2010).
Муніципалітет розташований на відстані близько 180 км на південний схід від Мадрида, 70 км на південь від Куенки.
На території муніципалітету розташовані такі населені пункти: (дані про населення за 2010 рік)
- Пососеко: 39 осіб
- Руб'єлос-Альтос: 47 осіб
- Руб'єлос-Бахос: 248 осіб

## Демографія
Динаміка населення (INE ):

## Галерея зображень

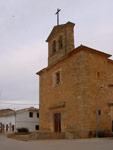
Церква Сан-Хінес, Руб'єлос-Бахос